# Хусейнов, Муса Арифулаевич
Муса Арифулаевич Хусе́йнов (тат. Муса Гарифулла улы Хөсәенов; 1930—2006) — строитель-бетонщик, Герой Социалистического Труда (1966).

## Биография
Родился 8 марта 1930 года в селе Камыш-Бурун Ачикулакского района Северо-Кавказского края в семье крестьянина.
В 1946 году окончил ФЗУ по профессии каменщик и работал в Грозном.
С 1951 года по 1954 год служил в армии.
После увольнения в запас приехал работать в поселок Затеречный.
В 1958 году на базе СМУ Муса Арифуллаевич возглавил бригаду, которая начала строить и жилые дома, и производственные объекты. Были построены молокозавод и газоперерабатывающий завод.
Умер 28 января 2006 года и похоронен в городе Нефтекумске.

## Награды
- Герой Социалистического Труда.
- Награждён двумя орденами Ленина, медалями.